# Ed Furgol
Ed Furgol, född 1917, död 1997, var en amerikansk professionell golfspelare.
När Furgol var liten pojke skadade han sin vänstra arm svårt och det var ett handikapp han hade hela livet. Eftersom golfen blev den sport han ville satsa på så blev han tvingad att använda sig av en golfsving som var anpassad efter hans handikapp.
Furgol flyttade till Michigan i början av 1940-talet och han vann bland annat U.S. Amateur Public Links 1941 innan han blev professionell. Efter det vann han en fem proffstävlingar på den amerikanska PGA-touren. Han vann World Cup of Golf 1955 och det året deltog han i det amerikanska Ryder Cup-laget. Han slutade dock att spela golf på heltid 1951.
Han var klubbprofessional på Westwood Country Club i  Saint Louis i Missouri när han vann majortävlingen US Open 1954 på Baltusrol Golf Club i Springfield i New Jersey. Han gick de fyra rundorna på 284 slag och vann med ett slag före Gene Littler. Samma år utsågs han till PGA Golfer of the Year och 1955 fick han ta emot Ben Hogan Award. 
Han valdes in i Michigan Golf Hall of Fame 1988.
| Majorsegrare genom tiderna                                                                                  |                |           |               |                  |
| 200 olika spelare har vunnit i herrarnas majortävlingar. Ed Furgol var den 91:a spelaren som vann en major. |                |           |               |                  |
| 1:a | 90:e           | 91:a      | 92:a          | 200:e            |
| Willie Park Sr                                                                                              | Walter Burkemo | Ed Furgol | Peter Thomson | Louis Oosthuizen |
| Lista över golfens majorsegrare                                                                             |                |           |               |                  |